# Ljus (tidskrift och förlag)

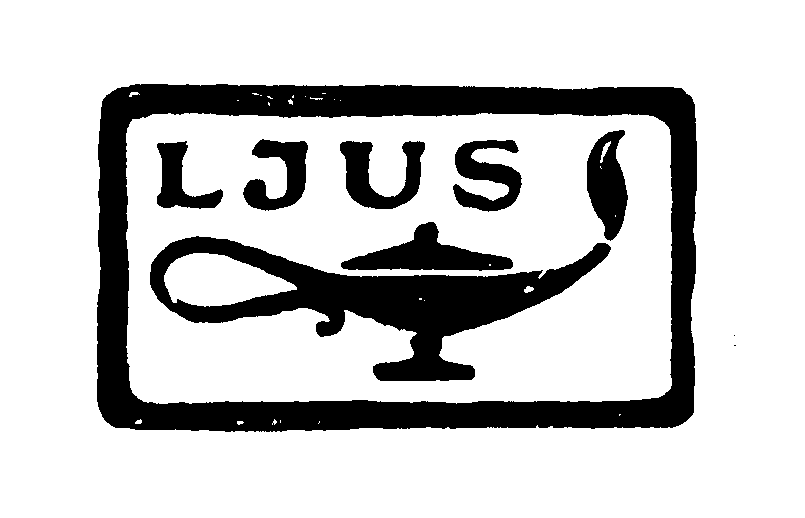
Logotyp för aktiebolaget Ljus

Den svenska tidskriften Ljus med undertiteln Veckotidskrift för upplysning och underhållning och devisen "Kunskap är makt" utgavs i Stockholm åren 1898-1903, en gång i veckan med 8 sidor per nummer i formatet 30 cm. Ansvarig utgivare var 1900-1901 Erik Oldenburg (1867-1943) och därefter Henrik Koppel. Bokförlaget med samma namn inregistrerades som aktiebolag år 1900 med Henrik Koppel som verkställande direktör. Förlaget övertogs 1914 av P.A. Norstedt & Söner.
Både tidskriften och förlaget var främst inriktade på populärvetenskap och läroböcker, men utgav även skönlitteratur. Genom utgivningsserien "Ljus' enkronasbibliotek" tog förlaget år 1904 initiativet till införandet av billighetslitteratur i Sverige. Bland skönlitterära författare som utgavs av Ljus märks August Strindberg, Oscar Levertin och Gustaf af Geijerstam. Bland vetenskapliga författare återfinns Wilhelm Leche, Adolf Noreen, Georg Nordensvan, Sirén, Tullberg. Till de större utgåvorna hör Ortnamnskommitténs skrifter, Bref och skrifvelser af och till Carl von Linné samt Världskulturen.